# Марков, Пётр Николаевич
Пётр Николаевич Марков (18 (05) сентября 1894 г., Москва — 1968 г., Москва) — советский геолог, кандидат геолого-минералогических наук, заведующий кафедрой разведочного дела Московской горной академии. Ведущий специалист в СССР по поискам и разведке слюды, первооткрыватель множества крупных месторождений.

## Биография
Пётр Николаевич Марков родился 18 (05) сентября 1894 года в Москве. Окончил гимназию в Москве и поступил в 1918 г. на историко-филологический факультет МГУ, а в 1920 г. — на геологоразведочный факультет Московской горной академии, который и окончил в 1925 г. по специальности «Разведка полезных ископаемых». Ученик В. Д. Рязанова.
В 1923 году вошёл в число восьми студентов МГА, зачисленных в штат экспедиции по оценке Журавлинского месторождения бокситов (Предуралье), где прошел хорошую школу не только у В. Д. Рязанова, но и у других известных специалистов — П. И. Преображенского, Н.А Смольянинова, М. А. Болховитиновой. В 1926 году опубликовал подробный отчет о работе на Журавлинском месторождении.
По окончании академии остался работать в МГА сначала ассистентом, затем доцентом (1928 г.), заведующим кафедрой. Был первым заведующим кафедрой разведочного дела в МГРИ.
Занимал должности старшего научного сотрудника ВИМС, главного геолога треста Министерства промышленности строительных материалов (1947 г.). И. о. заведующего кафедрой разведывательного дела геологоразведочного факультета МГУ (1943 г.). В 1951—1968 гг. — доцент кафедры геологии и геохимии полезных ископаемых геологического факультета МГУ.
В 1942 г. защитил кандидатскую диссертацию на тему «Методика и планирование поисков и разведок месторождений мусковита».
Скончался в 1968 г.

## Научная и производственная деятельность
В период первых пятилеток занимался поисками и разведкой рудных месторождений на г. Магнитной, Ниязгуловском марганцевом месторождении, титаномагнетитовых и ильменитовых месторождениях Урала, Новороссийском месторождении мергеля и ряда других месторождений строительных материалов.
В 1929 году после смерти В. Д. Рязанова издал первую часть конспекта его лекций по курсу «Разведочное дело».
Ведущий специалист в СССР по поискам и разведке слюды. Разведал крупные слюдяные месторождения (Мамско-Витимский район, Слюдянка, Памир, Туркестанский хребет, Кольский полуостров, Карелия).
В Московском университете читал курсы «Геологоразведочное дело», «Минеральные ресурсы СССР», «Организация и планирование геологоразведочных работ».
Автор более тридцати работ, в том числе трех учебников, которые многократно переиздавались.

## Основные публикации
- Болховитинова М. А., Марков П. Н. Фаунистическая характеристика слоев каменноугольных отложений в районе Журавлинского рудника Пермской губ. : С 5 табл / М. А. Болховитинова и П. Н. Марков. — М. : Типолит. В. Т. У. им. т. Дунаева, 1926.
- Рязанов В. Д., Марков П. Н. Отчет о геолого-разведочных работах Уральской экспедиции 1923 года. //Труды Ин-та прикл. минералогии и металлургии. 1926, вып. 19, с. 7-43.
- Рязанов В. Д., Марков П. Н. «Разведочное дело» : (Конспект лекций в МГА 1926 г.). Ч. 1- / В. Д. Рязанов и П. Н. Марков. — Москва : изд-во Моск. горной акад., 1929.
- Марков П. Н. Месторождение титаномагнетитов горы Магнитки / П. Н. Марков. Краткий петрографический очерк г. Магнитки. — Москва : Гос. техн. изд-во, 1930.
- Инструкции к классификации запасов твердых полезных ископаемых в месторождениях : Вып. 1- / Центр. комиссия по запасам полез. ископаемых. Вып. 1: , Слюда ; Гипс / [Сост. Марков П. Н.] [Сост. Андреева М. С.]. — 1939.
- Марков П. Н. Ручное бурение при разведках полезных ископаемых / Горный инж. П. Н. Марков. — Москва ; Ленинград : Геолразведиздат, 1932
- Марков П. Н., Лашев Е. К. Оценка месторождений при поисках и разведках : (Руководство для геологов) : Вып. 1- / М-во геологии СССР. Всесоюз. науч.-исслед. ин-т минер. сырья. Вып. 1: , Слюда. — Москва ; Ленинград : изд-во и 1-я тип. Госгеолиздата в М., 1948.
- Марков П. Н. Как искать месторождения слюд. — Москва : Госгеолиздат, 1952.
- Марков П. Н. Геологоразведочное дело : [Учеб. пособие для геол. фак. гос. ун-тов]. — Москва : Изд-во Моск. ун-та, 1956.
- Марков П. Н. Как искать месторождения слюд. — 2-е изд. — Москва : Госгеолтехиздат, 1959.
- Марков П. Н. Как искать месторождения слюд. — 3-е изд. — Москва : Госгеолтехиздат, 1962.
- Марков П. Н. Геолого-разведочное дело : [Учеб. пособие для геол. специальностей ун-тов]. — 2-е изд., перераб. и доп. — Москва : Изд-во Моск. ун-та, 1967.